# Skigebiet Kaniówka

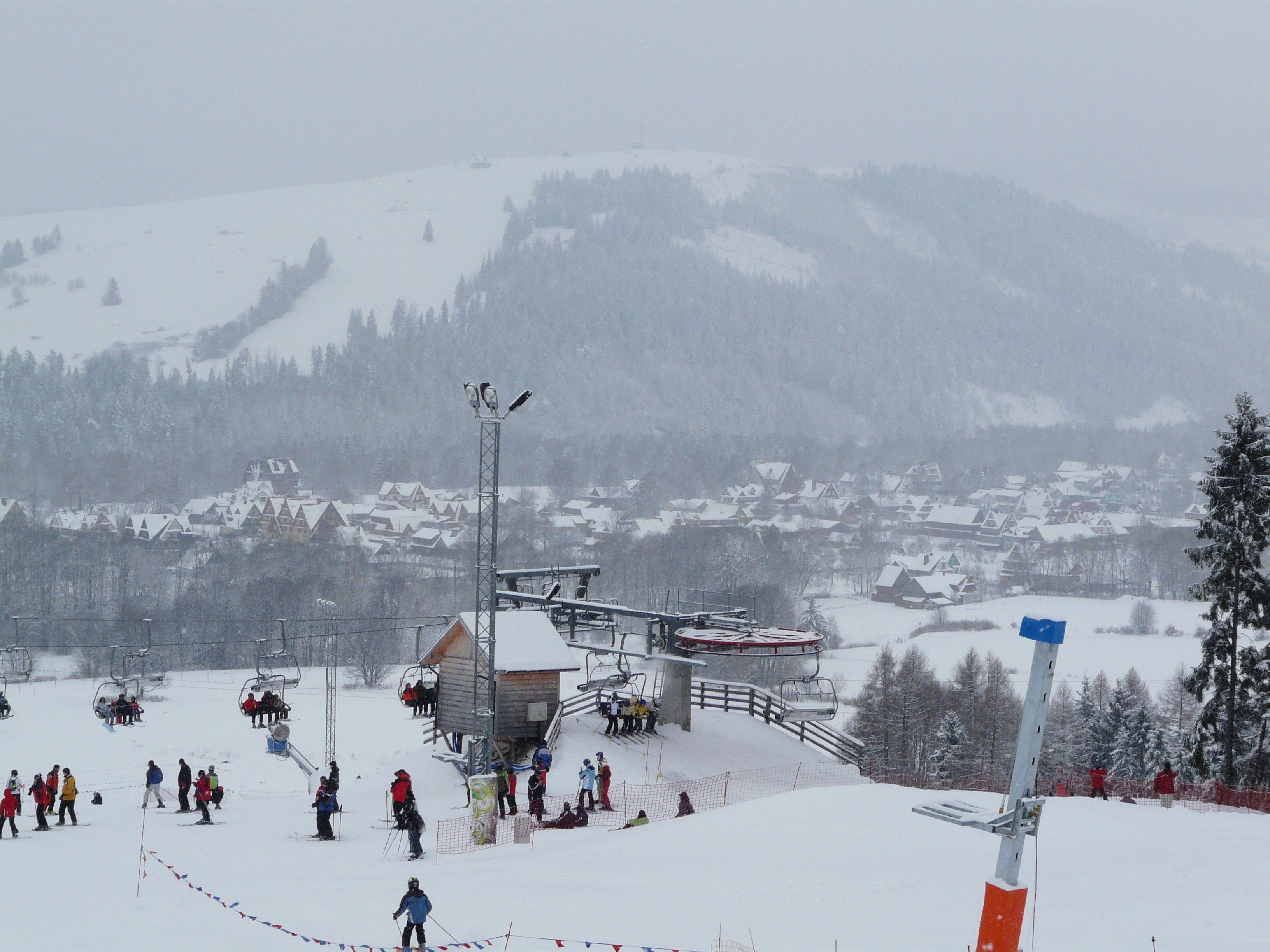
Skipiste

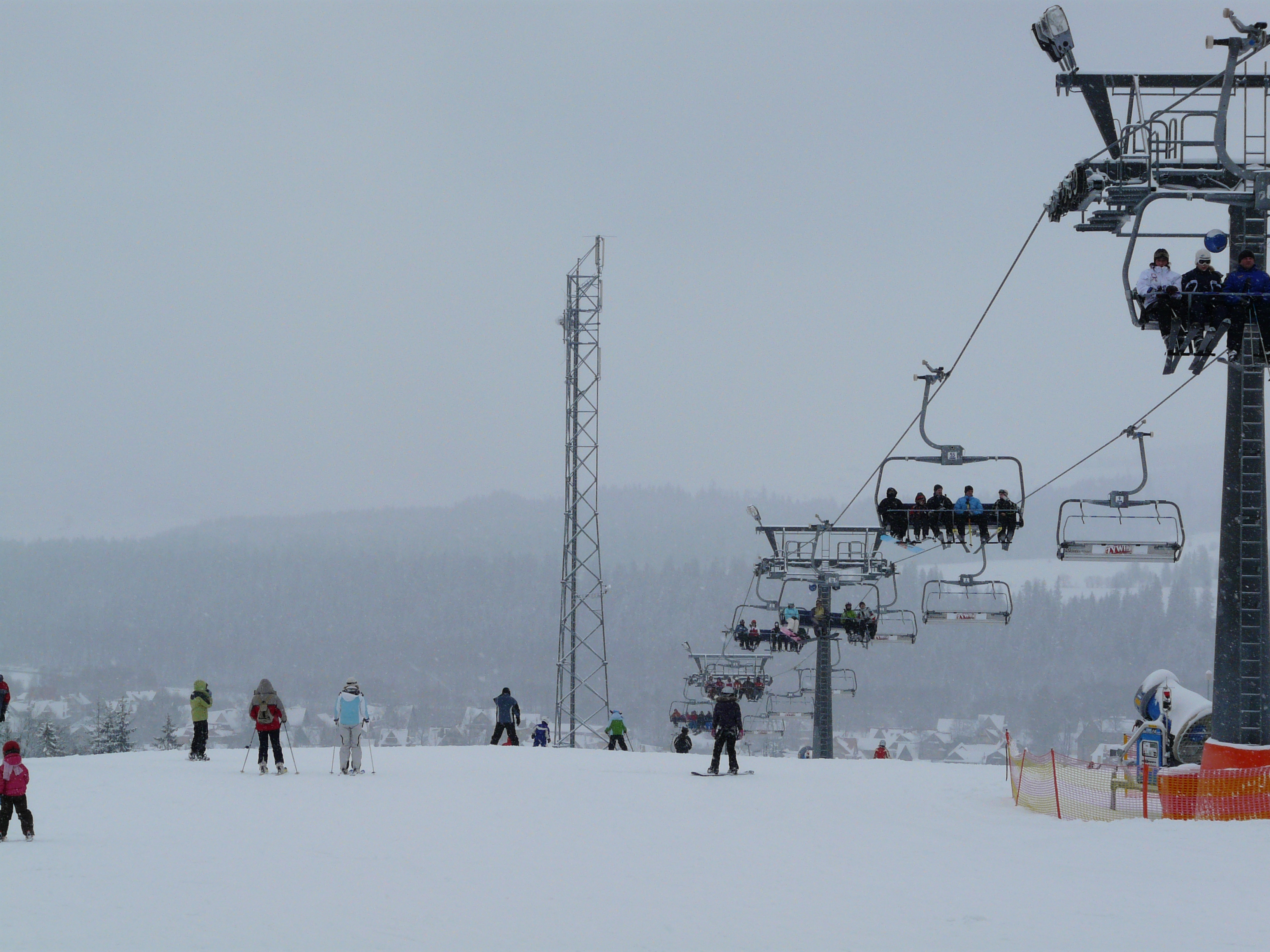
Skilift

Das Skigebiet Kaniówka liegt auf dem Gipfel und den Nordhängen der Kotelnica und des Wysoki Wierch in dem polnischen Gebirgszug Pogórze Bukowińskie im Ort Białka Tatrzańska auf dem Gemeindegebiet von Bukowina Tatrzańska im Powiat Tatrzański in der Woiwodschaft Kleinpolen. Es befindet sich außerhalb des Tatra-Nationalparks. Das Skigebiet wird von dem Unternehmen Stacja Narciarska Kaniówka Dziubas Władysław Wodziak Stanisław Sp.j. betrieben. Es grenzt unmittelbar an zwei weitere Skigebieten, Skigebiet Bania und Skigebiet Kotelnica, an, von denen das letztere das bei weitem größte der drei ist. Das Skigebiet ist Mitglied in dem Verband TatrySki, der einen gemeinsamen Skipass herausgibt.

## Lage
Das Skigebiet befindet sich auf einer Höhe von 780 m ü.N.N. bis 870 m ü.N.N. Der Höhenunterschied der Pisten beträgt ca. 60 m. Es gibt zwei blaue und zwei grüne Pisten. Die Gesamtlänge der Pisten umfasst ca. 1,2 km, wobei die längste Piste 450 m lang ist.

## Geschichte
Das Skigebiet wurde in der 2012 angelegt. Die Skilift Kaniówka wurde im selben Jahr errichtet.

## Beschreibung

### Skilifte
Im Skigebiet gibt es einen Sessellift und vier Tellerlifte. Insgesamt können bis zu 4620 Personen pro Stunde befördert werden, im ganzen Skipark 17.300.

#### Skilifte Polana Szymoszkowa
Der Skilift führt von Białka Tatrzańska bis knapp unter den Gipfel des Wysoki Wierch. Seine Länge beträgt ca. 450 m.
| Name     | Art        | Hersteller | Breite Personen | Länge (m) | Zeit (min) | Höhenunterschied (m) | Personen pro Stunde | Obere Station    | Obere Station | Untere Station | Untere Station | Vmax (m/s) |
| Name     | Art        | Hersteller | Breite Personen | Länge (m) | Zeit (min) | Höhenunterschied (m) | Personen pro Stunde | Ort              | Höhe (m üNN)  | Ort            | Höhe (m üNN)   | Vmax (m/s) |
| -------- | ---------- | ---------- | --------------- | --------- | ---------- | -------------------- | ------------------- | ---------------- | ------------- | -------------- | -------------- | ---------- |
| Kaniówka | Sessellift |            | 4               | 450       | 3          | 90                   | 2200                | Obere Station    | 870           | Untere Station | 780            |            |
| 8        | Tellerlift |            | 1               | 430       |            | 90                   | 720                 | Obere Station    | 870           | Untere Station | 780            |            |
| 9        | Tellerlift |            | 1               | 190       |            | 25                   | 720                 | Mittlere Station | 906           | Untere Station | 780            |            |
| 10       | Tellerlift |            | 1               | 120       |            | 20                   | 800                 | Mittlere Station | 800           | Untere Station | 780            |            |
| 11       | Tellerlift |            | 1               | 65        |            | 5                    |                     | Mittlere Station | 785           | Untere Station | 780            |            |

### Skipisten
Von dem Wysoki Wierch führen vier Skipisten ins Tal, zwei blaue und zwei grüne.

## Infrastruktur
Das Skigebiet liegt ca. 15 km nordöstlich vom Zentrum von Zakopane und ist mit dem Pkw erreichbar. In der Nähe der unteren Station verläuft die Woiwodschaftsstraße DK49. In der Nähe der oberen Stationen verläuft eine Gemeindestraße. An der unteren Station gibt es Parkplätze und ein Luxushotel sowie das Thermalbad Terma Bania. Im Skigebiet sind eine Skischule, ein Skiverleih und ein Snowpark tätig. Zum Skigebiet gehören auch mehrere Restaurants.